# Maria Janion
Maria Janion (24 decembrie 1926, Mońki – 23 august 2020, Varșovia) a fost o profesoară poloneză de științe umane și istoria literaturii.